# Sphaerodactylus lazelli
Espèce
Sphaerodactylus lazelli est une espèce de geckos de la famille des Sphaerodactylidae.

## Répartition
Cette espèce est endémique d'Haïti.

## Étymologie
Cette espèce est nommée en l'honneur de James Draper Lazell Jr..

## Publication originale
- Shreve, 1968 : The notatus group of Sphaerodactylus (Sauria, Gekkonidae) in Hispaniola. Breviora, n. 280, p. 1-28 (texte intégral).